# Comuna de Bacu
A Comuna de Bacu foi um resultado da Revolução Russa, após revoltas comunistas no Azerbaijão em 15 de novembro de 1917, que levaram a tomada de Bacu, capital do país, em 8 de maio de 1918. A Comuna de Bacu foi uma entidade política de curta vida, resistindo de 13 de abril até 25 de julho de 1918.
Em 12 de abril de 1918, o partido Musavat tentou ocupar Bacu, mas eles foram derrotados pelos esquerdistas da comuna. Em julho de 1918, os esquerdistas de Bacu se dividiram. Alguns queriam obter ajuda britânica (os ingleses haviam se estabelecido na Pérsia) para rechaçar os turcos. Os mencheviques e os armênios (membros do Dashnak) favoreciam a intervenção. Os bolcheviques renunciaram em 31 de julho de 1918, e com isto a Comuna de Bacu terminou, dando lugar a um novo governo (a Ditadura Centrocaspiana).

## História
A Comuna chegou ao poder depois de uma confrontação sangrenta com a população muçulmana, conhecida como as "Jornadas de Março" em Bacu. Durante sua breve existência a Comuna teve que enfrentar a vários problemas: desde o desabastecimento de alimentos e fornecimentos até a ameaça do poderoso Exército otomano que queria atacar Bacu. Apesar das difíceis condições, a Comuna realizou diversas reformas sociais, como a nacionalização da indústria do petróleo. O processo de nacionalização foi simples, pondo sob controle militar as instalações e aplicando a ditadura do proletariado teorizada por Lenin..Víctor Serge descreve a situação de maio, junho e julho, e o estado do pequeno Exército Vermelho de Bacu:
«Em maio, junho e julho, os habitantes só podiam receber minúsculas rações de nozes e sementes de girassol; as pequenas quantidades de milho que o soviete conseguira trazer por mar eram reservadas para as tropas. As tentativas de requisição foram feitas pelo pequeno Exército Vermelho de Bacu, um corpo mal disciplinado e administrado, composto principalmente de armênios que eram alheios ao espírito revolucionário do proletariado. Eles bebiam excessivamente e saqueavam os camponeses muçulmanos, causando insatisfação entre eles.»
Em 5 de junho de 1918, o Exército Vermelho de Baku repeliu um ataque de tropas otomanas esmagadoramente superior em número, mas depois lançou um ataque malsucedido a Ganja, a localização da sede do Exército Islâmico do Cáucaso (unidade otomana). e ele foi forçado a se aposentar em Bacu.Neste ponto, os dahnaks, os social-revolucionários de direita e mencheviques começaram a negociar com o general Lionel Dunsterville, comandante das tropas britânicas na Pérsia, convidando suas tropas para Bacu para defender a cidade de um iminente ataque otomano. Os bolcheviques e seus aliados de esquerda se opuseram a esse plano, mas em 25 de julho a maioria dos soviéticos votou nos britânicos e os bolcheviques renunciaram.
Os líderes da Comuna de Bacu foram presos, acusados de participar de formações militares ilegais e saques militarizados, particularmente durante as atrocidades cometidas durante os dias de março, e foram substituídos pela Ditadura Centrocaspiana.

## Execuções
Ao contrário do que aconteceu em muitas áreas da Rússia, onde os bolcheviques obtiveram uma má reputação por executar cruelmente aqueles que não os apoiavam, os bolcheviques de Bacu não eram tão rigorosos. A tcheka de Bacu executou apenas duas pessoas, ambos os membros do soviete presos por desvio de fundos públicos: o comissário de finanças, Aleksandr Kireev, e o regente do vapor Meve, Sergei Prokovski.